# Maynie Sirén

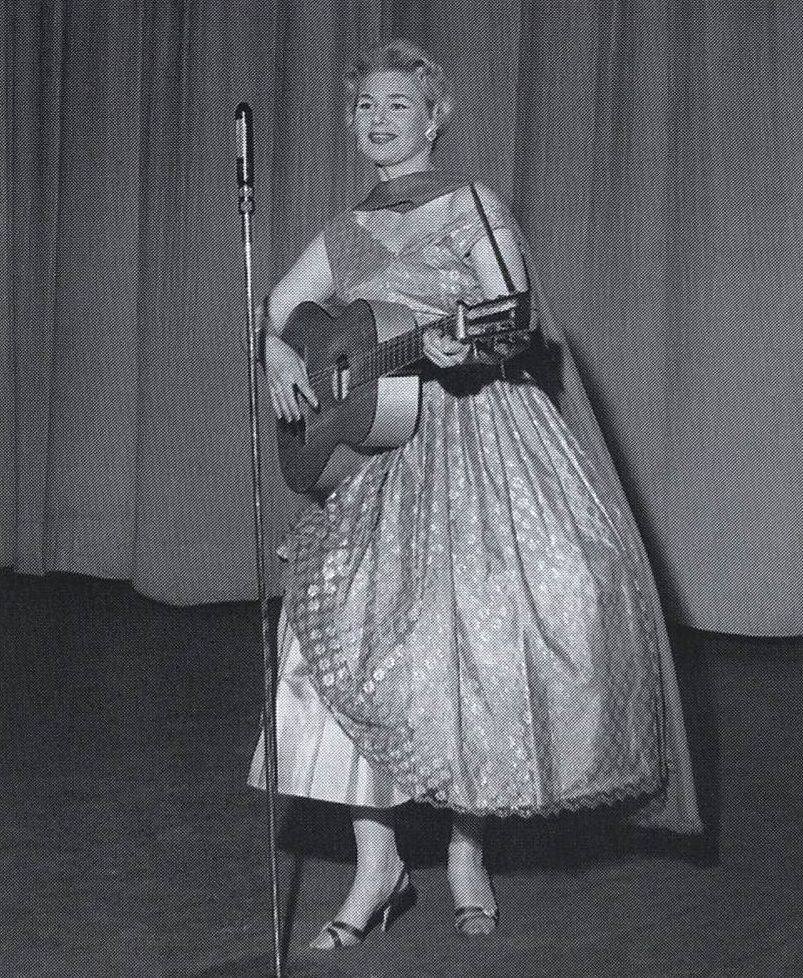
Maynie Sirén (vor 1960)

Maynie Helena Margaretha Sirén-Englund (geboren Smolander 27. August 1924 in Viborg; gestorben 19. Dezember 2003 in Helsingfors) war eine finnlandschwedische Sängerin (Alt). 

## Leben und Wirken
Sirén studierte Gesang bei Frida Sergejeff von 1945 bis 1955 sowie bei Aune Antti von 1955 bis 1958. 1951 studierte sie auch bei Charles Panzer in Paris. Nach Auftritten in Finnland und in mehreren europäischen Ländern wurde sie als Sängerin von Chansons und Weisen bekannt. 1957 nahm sie an einem internationalen Gesangswettbewerb in Moskau teil und gewann den ersten Preis für „Weisen“ sowie den zweiten Platz für „Volkslieder“.
Sie interpretierte außerdem Kinderlieder, Schlager sowie Texte von Bertolt Brecht live und spielte etwa 90 Lieder auf Grammophon ein, darunter Minns du Monrepos (1956), die schwedische Versionen des finnischen Schlagers Muistatko Monrepos. Maynie Sirén war zweimal verheiratet, zuerst mit Gustav Sirén und seit 1958 mit dem Musiker Einar Englund, der sie oft auf dem Flügel begleitete.
Ihr Grab befindet sich auf dem Nordfriedhof (Norra kyrkogården) in Visby.

## Diskografie (Auswahl)
- 1978 Visor från svenska Finland („Weisen aus Schwedisch-Finnland“)